# Chöchek
Chöchek, även känd som Tacheng, Chugutchak eller Qoqek, är en stad på häradsnivå som lyder under prefekturen Tarbagatay i Xinjiang-regionen i nordvästra Kina. Orten är belägen på gränsen till Kazakstan.